# Litoria everetti
Litoria everetti (tên tiếng Anh: Everett's Treefrog hoặc Everett's Timor Treefrog) là một loài ếch thuộc họ Pelodryadidae. Danh pháp khoa học của nó là để vinh danh quan chức thực dân và sưu tập động vật Alfred Hart Everett.

## Phân bố và môi trường sống
Loài này có ở Indonesia và Timor-Leste. Môi trường sống tự nhiên của chúng là rừng khô nhiệt đới hoặc cận nhiệt đới, vùng cây bụi khô khu vực nhiệt đới hoặc cận nhiệt đới, sông ngòi, sông có nước theo mùa, đầm nước ngọt, và đầm nước ngọt có nước theo mùa.